# 愛知県道73号長沢蒲郡線

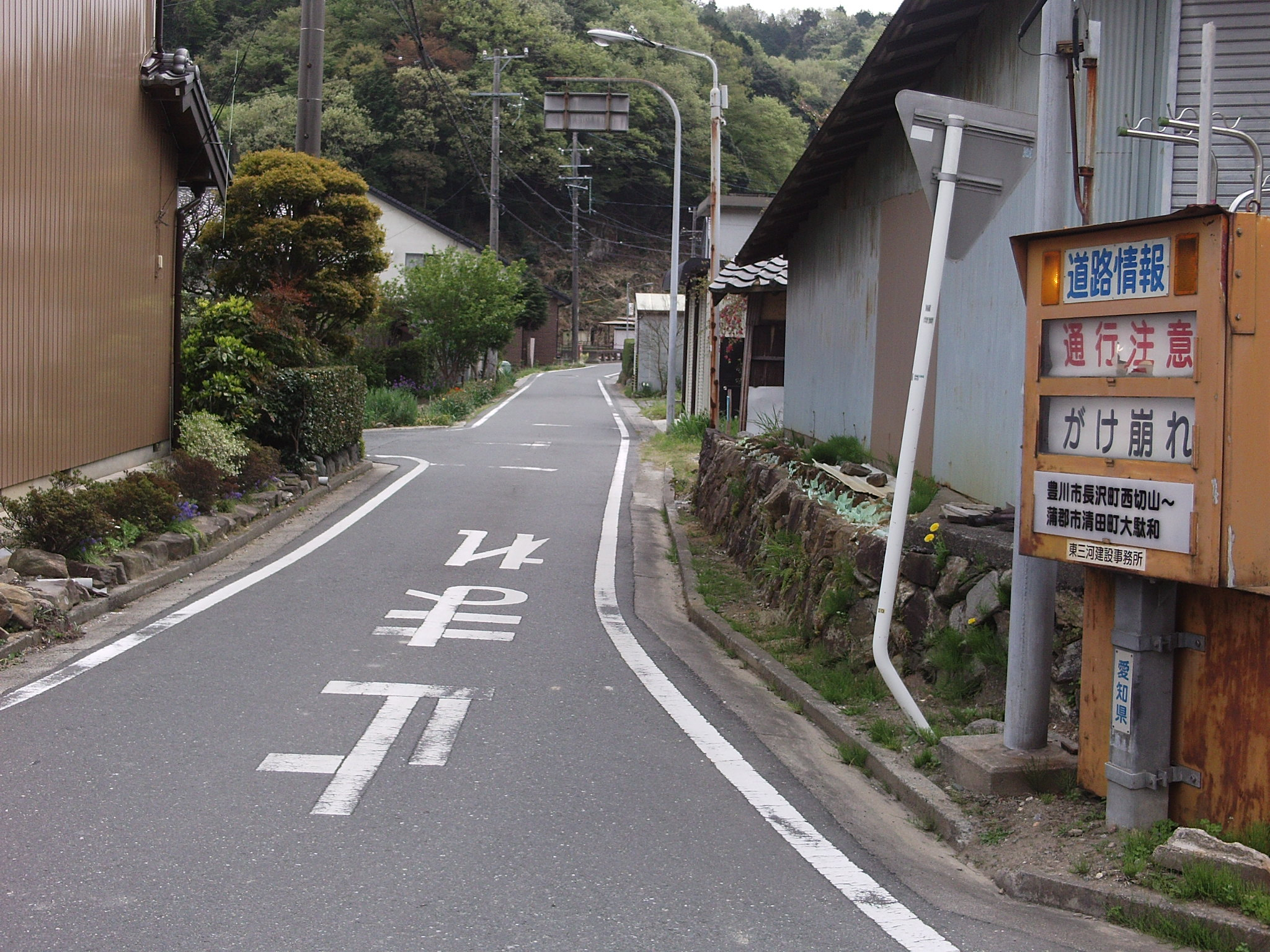
旧道起点。ここから切山川沿いに上って行く。（豊川市長沢町山口）

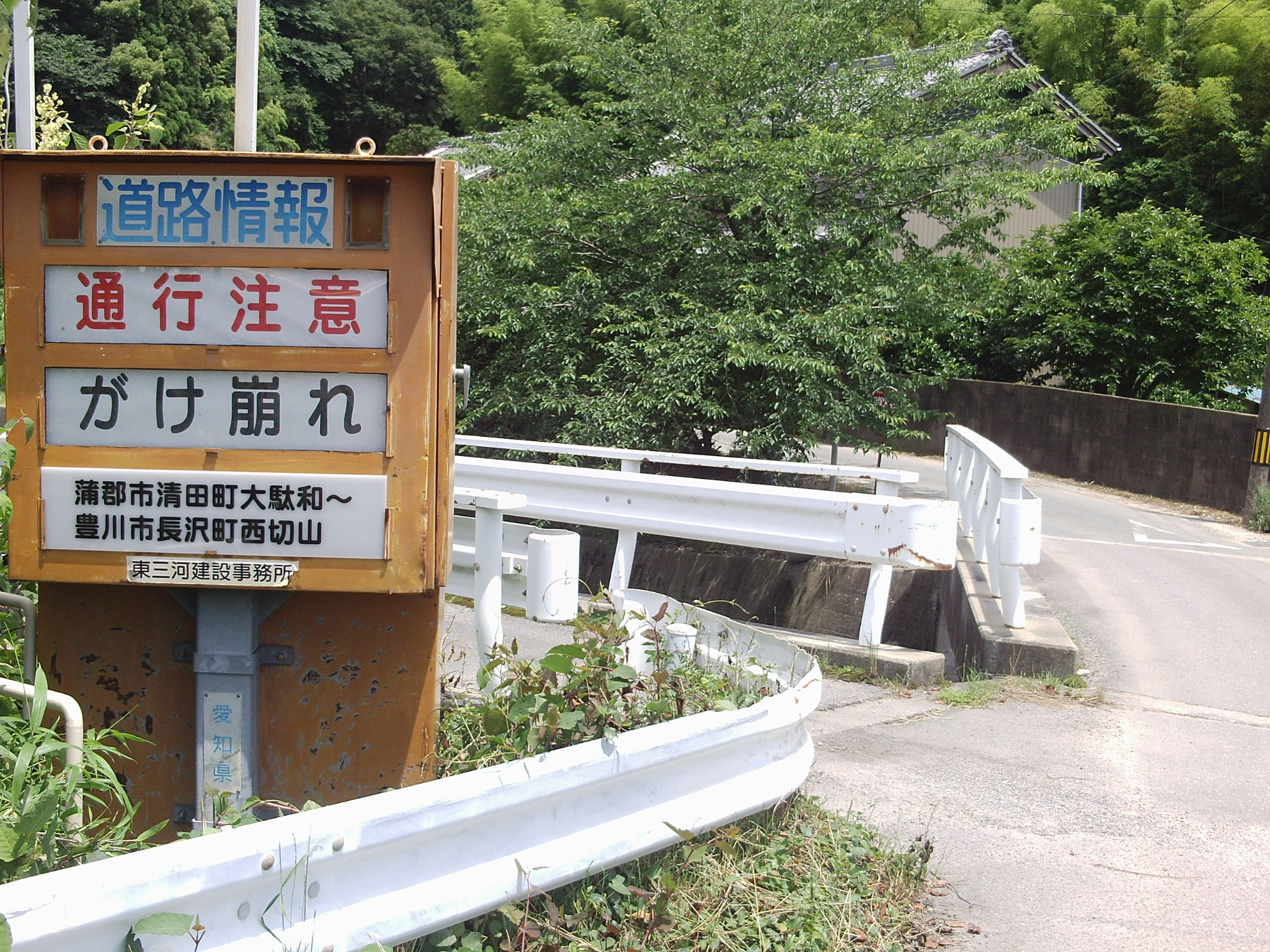
旧道出入口（蒲郡市清田町井戸ヶ沢）

愛知県道73号長沢蒲郡線（あいちけんどう73ごう ながさわがまごおりせん）は、愛知県豊川市長沢町の東名高速道路音羽蒲郡IC（国道1号交点）から同県蒲郡市に至る主要地方道である。

## 概要
同区間を2箇所のトンネルで抜けるバイパス路は音羽蒲郡道路となっており、蒲郡市内から東名高速道路へのアクセス道路となっている。通称「三河湾オレンジロード」。これは当初有料道路部分のみを指す愛称であったが、現在では竹島に至るまでの全区間の愛称となっている。
並行する旧道は清田峠（標高290m）を越える大型車が通行不能なトンネルのない狭い山道（元・林道西切山線）であり、現在は道路区域指定を解除されている。

### 路線データ
- 起点：愛知県豊川市長沢町（音羽蒲郡IC交差点）
- 終点：同県蒲郡市（竹島入口交差点）
- 全長：約10.0 km（三河湾オレンジロード）、約9.3 km（旧道）

## 沿革
- 1972年9月16日：認定
- 1982年4月1日：主要地方道に指定。
- 1983年2月21日：主要地方道昇格に伴い県道番号を73に変更。
- 1986年11月21日：バイパス（音羽蒲郡有料道路、現在の音羽蒲郡道路）開通
- 2012年12月1日：バイパス部を無料開放
- 2025年4月1日：国道473号の区間から外れた、蒲郡市の上大内交差点から竹島入口交差点の区間を本県道に付け替え。[1]

## 通過する自治体
- 愛知県
  - 豊川市 - 蒲郡市

## 接続する路線

### 三河湾オレンジロード
- 東名高速道路 - 音羽蒲郡IC
- 国道1号（音羽蒲郡IC交差点）
- 国道23号 蒲郡バイパス 蒲郡IC・国道473号（上大内東交差点～上大内交差点で重複）
- 国道247号 中央バイパス（蒲郡市水竹町）
- 愛知県道368号豊川蒲郡線（堀込交差点）
- 愛知県道383号蒲郡碧南線（府相交差点）
- 愛知県道528号豊橋幸田線（竹島入口交差点）

### 旧道
- 愛知県道374号長沢国府線（旧道の起点、豊川市長沢町山口）
- 豊川市道宮路線
- 国道473号（旧愛知県道38号蒲郡本宿線。上大内交差点）

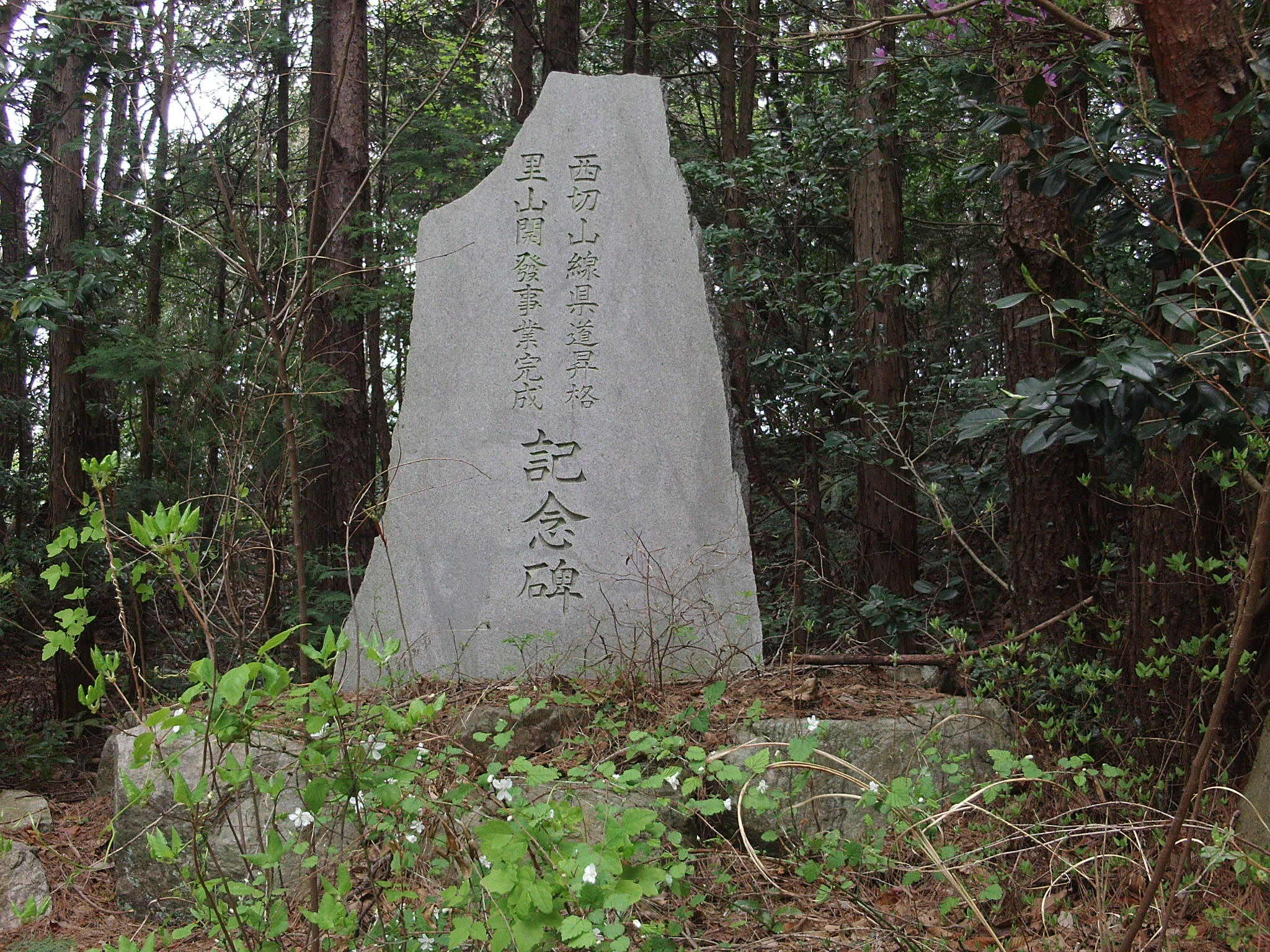
林道西切山線が県道に昇格したときの記念碑。県道の頂上地点付近にある。
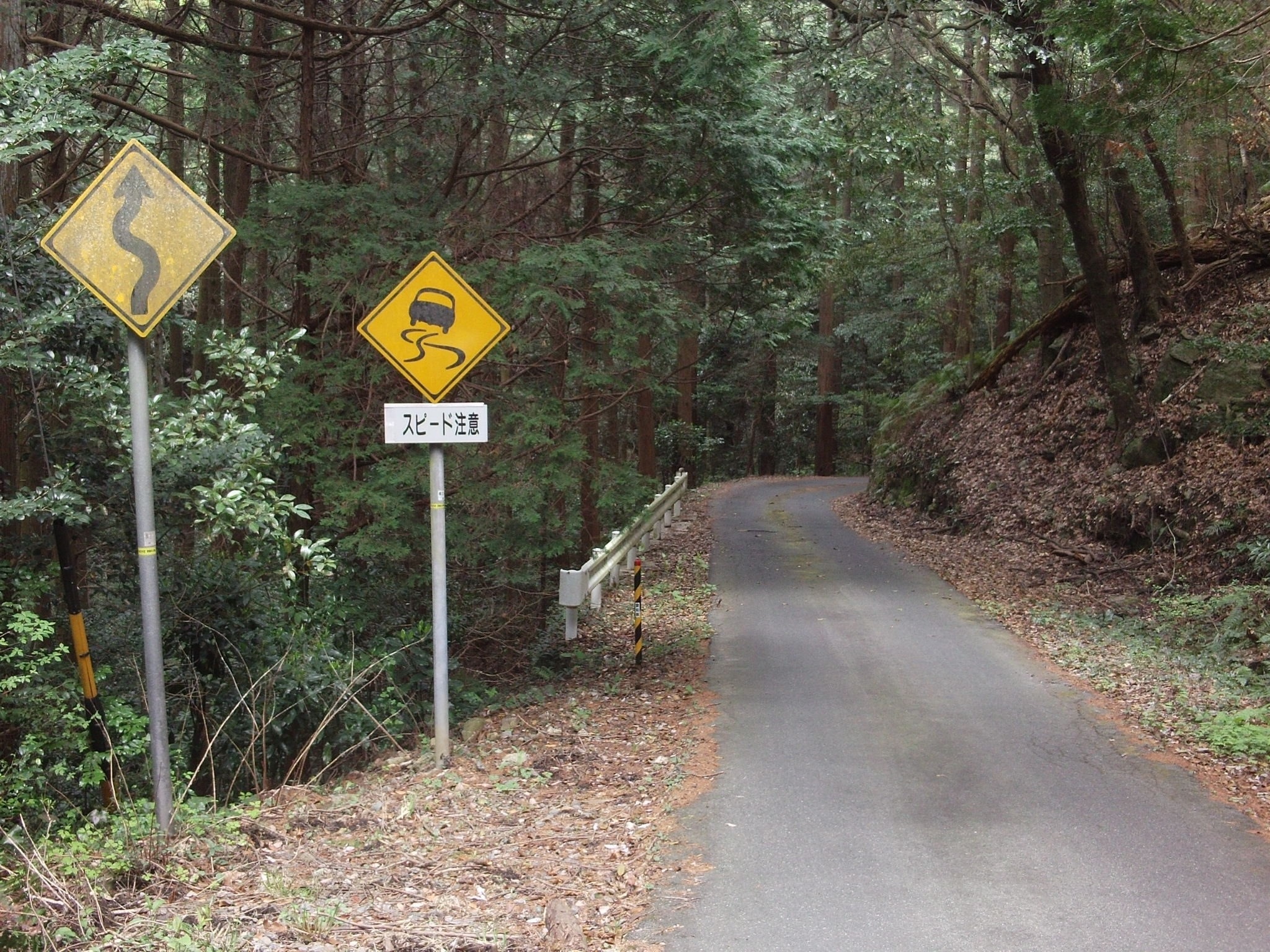
旧道の山間区間の様子。山林の樹木に覆われて日光が当たりにくい路面と、積もる落ち葉や木の実･折れた枝。
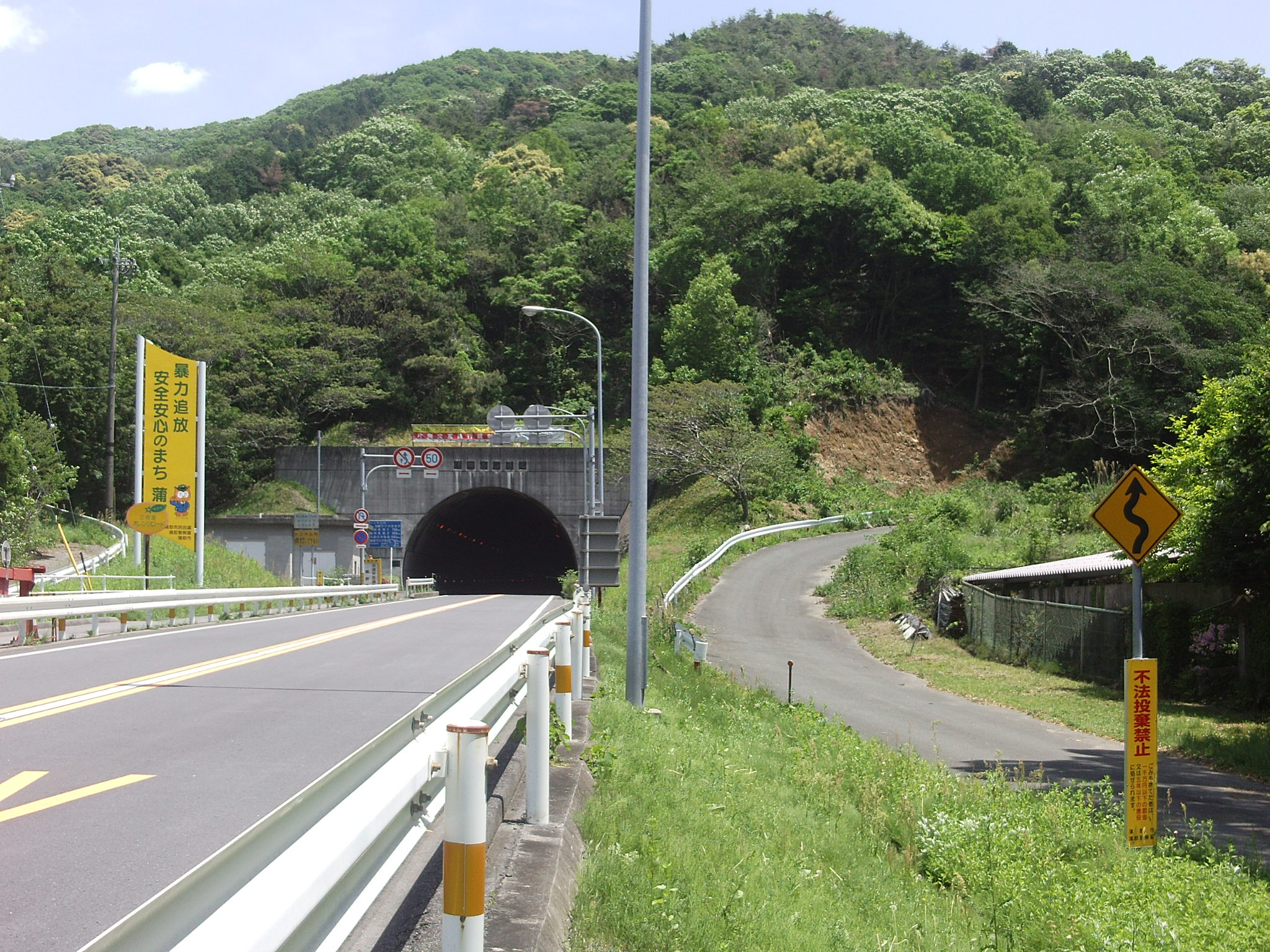
三河湾オレンジロード（音羽蒲郡道路）清田トンネル（左）の西側。右手の旧道はつづら折りの山道。

## 別名
- 三河湾オレンジロード（豊川市、蒲郡市）